# MÁV 397
A MÁV 397   egy  keskenynyomtávú szertartályos gőzmozdony sorozat volt.

## Története
A MÁV az általa szabványszerződés alapján kezelt Nagykároly–Somkúti HÉV (MÁV-NSV) részére szerzett be a Bécsújhelyi Mozdonygyártól 4 db három csatolt kerékpárú mozdonyt. Az első három példány 1893. július 1-jén, a negyedik 1894. december 14-én állt szolgálatba. A mozdonyokat a kor szokásának megfelelően neveket – N.-KÁROLY, ERDŐD, N.-SOMKÚT és SZAMOS – is kaptak, egyúttal az 1–4 pályaszámokat is viselték. A mozdonyok vételára 28 042,73 korona volt. A MÁV a mozdonyokat – bár továbbra is a HÉV tulajdonát képezték – 1907-től változatlan pályaszámokon, a XXIa2 osztályjelzéssel kiegészítve tartotta nyilván. Az 1911. évi átszámozáskor a típus a 397 sorozatjelet kapta, a járművek ettől kezdve a 397,001–004 pályaszámokat viselték. A trianoni döntés a vasutat és járműveit Romániának ítélte, így 1920-tól a CFR vette át a vasút üzemeltetését.

A mozdonyok a bécsi döntések után rövid időre (1940-1943) visszakerült MÁV üzemeltetésébe (a 397,002 kivételével, amely 1935-ben selejtezve lett). Ugyanekkor az egykori kovásznai Erdélyi Erdőipari Rt. (EEIp) 1 pályaszámú mozdonyát szintén a 397 sorozat mozdonyai közé sorozta be a MÁV: az 1890-ben Bécsújhelyen készült mozdony a 397,101 pályaszámot kapta. A járművek a második világháborút követően újra a CFR-hez kerültek.

## Szerkezete
A mozdonyokat a személyszállító vonatok továbbításához gőzfűtéssel, az egyszerűbb vízvételezéshez ejektorberendezéssel; továbbá Nathan-rendszerű kenőkészülékkel és kormányemeltyűvel látták el.